# Laena shaluica
Laena shaluica – gatunek chrząszcza z rodziny czarnuchowatych i podrodziny omiękowatych.
Gatunek ten został opisany w 2001 przez Wolfganga Schawallera. Miejscem typowym jest dolina w pobliżu Yajiang w górach Shalui Shan.
Chrząszcz o ciele długości od 9,3 do 9,6 mm. Przedplecze o brzegach nieobrzeżonych, tylnym brzegu nieobrzeżonym i niezagiętym w dół, kątach tylnych zaokrąglonych; jego powierzchnia ze słabym wgłębieniem, pokryta dużymi, gęstymi, w większości opatrzonymi długimi i sterczącymi szczecinkami punktami oddalonymi od siebie 0,5–2 średnice. Na pokrywach ułożone w rzędy, położone w rowkach punkty, mniejsze od tych na przedpleczu i opatrzone długimi, sterczącymi szczecinkami. Na płaskich międzyrzędach duże, gęste punkty. Odnóża obu płci z zębami na udach. Samiec ma szerokie przednie golenie o równoległych w części odsiebnej krawędziach.
Owad endemiczny dla Chin, znany tylko z zachodniego Syczuanu.